# Dysmicoccus senegalensis
Dysmicoccus senegalensis är en insektsart som beskrevs av Alfred Serge Balachowsky 1953. Dysmicoccus senegalensis ingår i släktet Dysmicoccus och familjen ullsköldlöss.
Artens utbredningsområde är Senegal. Inga underarter finns listade i Catalogue of Life.